# 10152 Ukichiro
A 10152 Ukichiro (ideiglenes jelöléssel 1994 RJ11) a Naprendszer kisbolygóövében található aszteroida. S. Otomo fedezte fel 1994. szeptember 11-én.